# Война на уничтожение
Война на уничтожение (нем. Vernichtungskrieg) — радикальная форма военных действий, в которой сняты все физические и психологические ограничения.

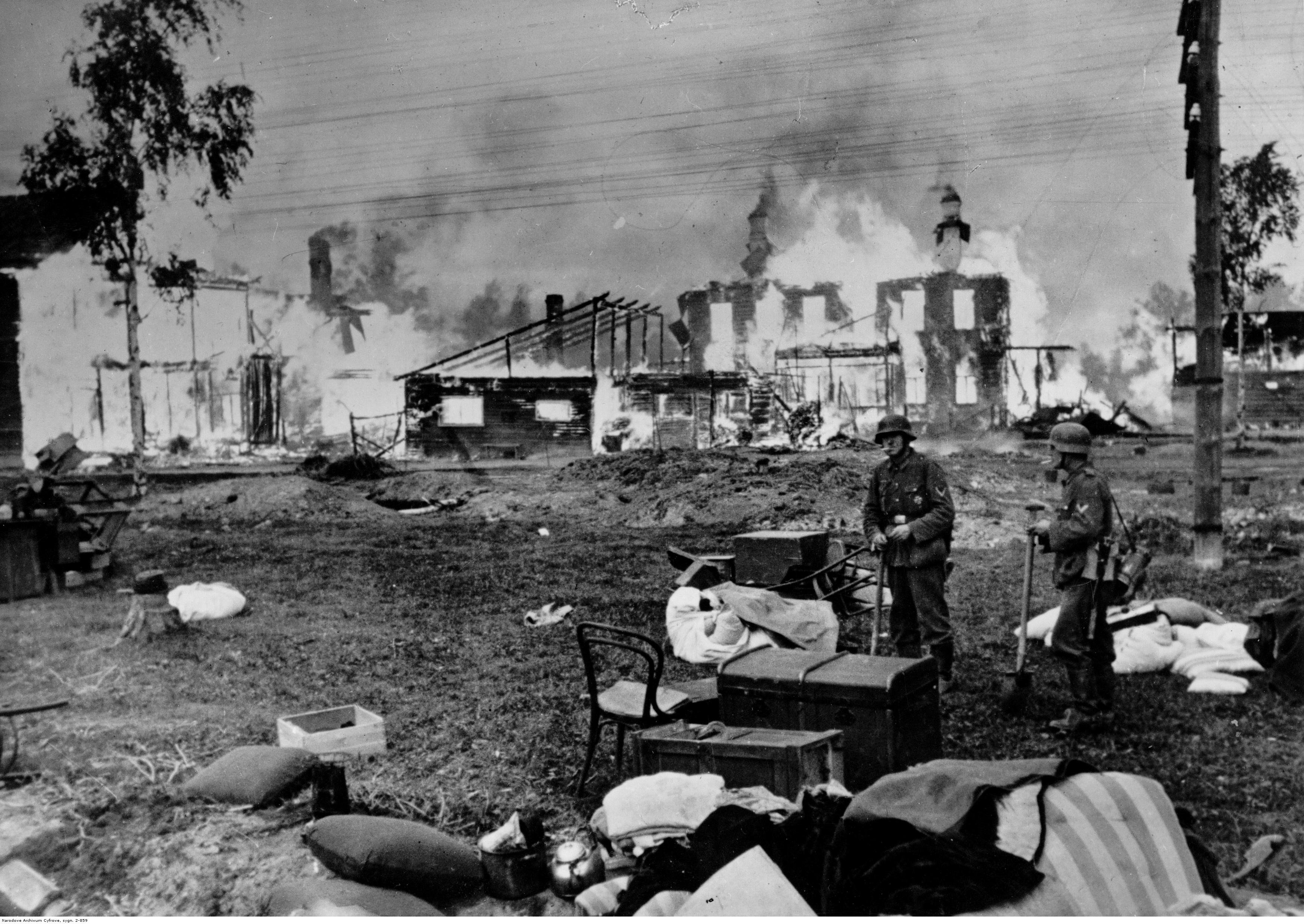
Немецкие солдаты перед горящими домами и церковью под Ленинградом в 1941 году

Гамбургский социолог Ян Филипп Реемтсма рассматривает как основу войны на уничтожение такие военные действия, «которые ведутся с целью — в худшем случае — уничтожить или даже просто истребить население». Предполагается, что государственная организация врага будет уничтожена. Война на уничтожение характеризуется также своим идеологическим характером и отказом от переговоров с противником, как это показал немецкий историк Андреас Хиллгрубер на примере операции «Барбаросса» 1941 года против «еврейского большевизма». Отрицается благонадежность противника и вообще его право на существование, противник низводится до тотального врага, с которым не может быть никакого взаимопонимания.

## История
Социал-демократическая партия Германии распространила термин Vernichtungskrieg с целью критики действия против повстанцев во время восстания племён гереро и нама (1904—1907).
Война на уничтожение была дальнейшим развитием концепции тотальной войны, как её задумал бывший имперский генеральный интендант Эрих Людендорф, который опирался на немецкий военно-теоретический дискурс, возникший в ходе народной войны, (guerre à outrance), которую вновь созданная Третья Французская республика осенью и зимой 1870 года вела против прусско-германских захватчиков в рамках Франко-прусской войны. Людендорф обращался также к посмертно опубликованной работе 1832 года «О войне» военного теоретика Карла фон Клаузевица, который различал «абсолютные» и «ограниченные» войны. Но даже для Клаузевица абсолютная война была подчинена ограничениям, таким как различие между комбатантами и некомбатантами, между военными и гражданскими или между публичными и частными. Людендорф теперь утверждал, что тотальная война не связана с «мелкими политическими целями и даже с национальными интересами, а чистое представляет собой жизнеобеспечение (Lebenserhaltung) нации, ее идентичности. Экзистенциальная угроза оправдывает уничтожение врага, по крайней мере моральное, если не физическое. Усилия Людендорфа по радикализации войны, за которую он нес ответственность с 1916 года, столкнулись с социальными, политическими и военными препятствиями. В 1935 году, после прихода к власти нацистов как пишет историк Роберт Фоули, его идея «упала на благодатную почву».
Немецкий историк Йохен Бёлер считал немецкое вторжение в Польшу «прелюдией к войне на уничтожение» против Советского Союза. Великая Отечественная война (Германско-советская война в западной формулировке), которая началась 22 июня 1941 года с нападения нацистской Германии на Советский Союз, в 1963 году была описана берлинским историком Эрнстом Нольте в часто цитируемой формулировке как «самая чудовищная война на порабощение и уничтожение, известная современной истории»; он отличал эту войну от «нормальной войны», которую, к примеру, Германия вела против Франции.
В своей докторской диссертации «Стратегия Гитлера» 1965 года немецкий историк Андреас Хиллгрубер подробно остановился на расово-идеологических мотивах нацистского государства для ведения разрушительной войны против Советского Союза: физическое истребление «еврейско-большевистской» элиты страны и самих евреев как её предполагаемых биологических корней; завоевание колониального и жизненного пространства на Востоке для Германской империи и порабощение и истребление славянского населения. Позже Хиллгрубер прямо описал характер операции «Барбаросса» как «намеренную расовую идеологическую войну на уничтожение». Операция «Барбаросса» считается современным примером войны на уничтожение на немецких уроках общей истории.
30 марта 1941 года Адольф Гитлер открыто заявил генералам вермахта, что операция «Барбаросса» будет битвой на уничтожение (Vernichtungskampf): «Битва двух мировоззрений друг против друга... Коммунизм представляет огромную опасность для будущего. Мы должны отойти от точки зрения солдатского товарищества. Коммунист — не товарищ до и не товарищ после. Это битва на уничтожение. Если мы не будем смотреть на это так, то мы победим врага, но через 30 лет мы снова столкнемся с коммунистическим врагом. Мы не ведем войну, чтобы сохранить врага… Бой будет сильно отличаться от боя на Западе».
Направленность операции «Барбаросса» как запланированной с самого начала войны на уничтожение демонстрируется также Директивой № 21 от 18 декабря 1940 года и составленными вермахтом приказами для её выполнения, например, Указом «О применении военной подсудности в районе „Барбаросса“ и об особых мерах войск» от 13 мая 1941 года, Руководством по поведению войск в России от 19 мая 1941 года и Директивами об обращении с политическими комиссарами от 6 июня 1941 года. Немецкие руководящие принципы сельскохозяйственной политики на советских территориях, которые предстоит завоевать, представляют собой один из наиболее крайних примеров стратегии грабежа и разрушения. На совещании госсекретарей 2 мая 1941 года велась подготовка к реализации Плана голода: «Нет сомнения, что десятки миллионов людей умрут от голода, если мы вывезем из страны то, что нам нужно».
Намерения Гитлера уничтожить Ленинград, Москву и Киев также рассматриваются в контексте расовой идеологической войны на уничтожение. 16 сентября 1941 года Гитлер в рейхсканцелярии в беседе с немецким послом в Париже Отто Абецем заявил: «Ядовитое гнездо Петербург, из которого в Балтийское море так долго ключом бьёт яд, должен исчезнуть с лица земли. Город уже блокирован; теперь остаётся только обстреливать его артиллерией и бомбить, пока водопровод, центры энергии и всё, что необходимо для жизнедеятельности, не будут уничтожено. Азиаты и большевики должны быть изгнаны из Европы. Период 250-летнего азиатства должен быть закончен». Историк Ян Кершоу писал о тех же намерениях уничтожения Сталинграда, что и Москвы и Ленинграда. Гитлер приказал уничтожить всё мужское население, потому что «Сталинград с его миллионным, полностью коммунистическим населением был особенно опасен». Начальник Генерального штаба Франц Гальдер отмечал: «Сталинград: уничтожить мужское население, депортировать женское население».
Концепция войны на уничтожение интенсивно обсуждалась в 1990-х годах в связи с посвящённой вермахту выставкой Гамбургского института социальных исследований, в названии которой фигурировало «Vernichtungskrieg».
Немецкий историк-ревизионист Йоахим Хоффманн в своей книге «Сталинская война на уничтожение» (1995) назвал советскую войну против нацистской Германии «войной на уничтожение». В качестве её девиза он цитировал речь Иосифа Сталина от 6 ноября 1941 года: «Что ж, если немцы хотят иметь истребительную войну, они её получат... Отныне наша задача, задача народов СССР, задача бойцов, командиров и политработников нашей армии и нашего флота будет состоять в том, чтобы истребить всех немцев до единого, пробравшихся на территорию нашей Родины в качестве её оккупантов... Никакой пощады немецким оккупантам! Смерть немецким оккупантам». Другие учёные не следуют интерпретации речи, которую дал Хоффманн, и указывают на заявления Сталина в последующие месяцы о том, что разрушение Германии не было его целью войны. Также известна его изречение 1945 года: «Опыт истории говорит, что гитлеры приходят и уходят, а народ германский, а государство германское остаётся». Работа Хоффманна в целом была оценена очень критически.
В публикации Центра по правам человека Потсдамского университета от 1998 года действия гватемальских военных в гражданской войне были описаны как «беспощадная война на уничтожение против собственного населения».